# Transports dans le Loiret
Les transports dans le département français du Loiret sont caractérisés par la proximité de l'Île-de-France, vers laquelle s'orientent d'importants flux domicile-travail. Deux importants axes de transport relient Paris au Loiret : dans l'ouest du département, le premier se sépare à Orléans en deux branches se dirigeant respectivement vers Tours et Bordeaux (autoroute A10, ligne de Paris-Austerlitz à Bordeaux-Saint-Jean) et vers le Massif central (autoroute A71, ligne des Aubrais - Orléans à Montauban-Ville-Bourbon) tandis que dans l'est du département, un axe un peu plus secondaire relie la capitale au Nivernais par Montargis et Briare (autoroute A77, ligne de Moret - Veneux-les-Sablons à Lyon-Perrache). Entre les deux, le trafic est-ouest est faible : il n'existe plus de ligne ferroviaire et l'autoroute A19 est l'une des moins fréquentées de France.
La métropole d'Orléans génère par ailleurs un trafic propre notable, qui se traduit par le trafic important de sa Tangentielle et l'existence de deux lignes de tramway. Un important nœud logistique au nord d'Orléans bénéficie de la proximité de l'Île-de-France.

## Transport routier

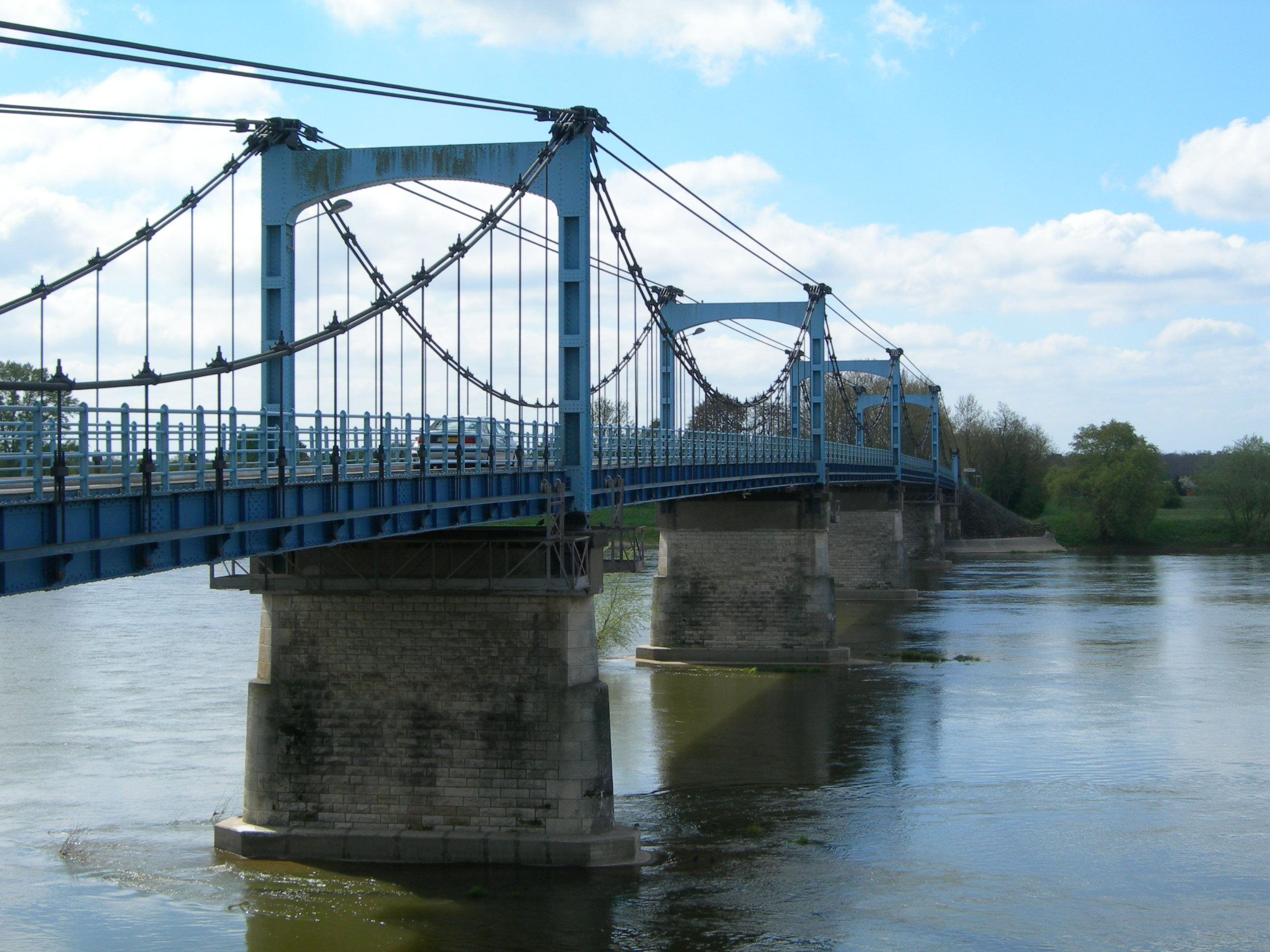
Le pont de Châteauneuf-sur-Loire, l'un des quelques ouvrages permettant le franchissement de la Loire dans le Loiret.

### Infrastructures routières
L'ouest du département est traversé par deux importantes autoroutes radiales : l'autoroute A10 (vers Tours et Bordeaux) et l'autoroute A71 (vers Clermont-Ferrand et Toulouse par l'A20) se séparent près d'Orléans. L'importance du trafic au niveau d'Orléans (60 000 véhicules/jour en 2019) conduit Vinci Autoroutes à élargir à 2x4 voies cette section déjà à 2x3 voies. L'A10 ne passant pas dans le cœur de l'agglomération orléanaise, une voie rapide (ex-autoroute A701) relie l'autoroute à la préfecture du département.
Si l'autoroute A6 (Paris - Lyon) fait un bref passage dans le département, c'est surtout l'autoroute A77 qui assure la desserte de l'est du département (Montargis, Gien et Briare).
L'autoroute A19 traverse le département d'est en ouest depuis 2009. Principalement destinée au trafic de longue distance (elle fait partie du grand contournement de Paris), elle est concurrencée pour les liaisons régionales par la tangentielle d'Orléans (ex-RN 60), une route départementale à 2x2 voies qui permet le contournement de la partie située au nord de la Loire de la métropole orléanaise et se poursuit à l'est vers Châteauneuf-sur-Loire. Elle est configurée comme une voie rapide (voies, sorties et entrées, signalisation) mais est entièrement gratuite. Au-delà de Châteauneuf-sur-Loire, l'ex-RN 60 est à 2x1 voies mais ne traverse plus aucun village jusqu'à Montargis.
Deux autres agglomérations sont équipées de rocades :
- La rocade de Montargis est constituée de deux routes : l'ex-RN 60 et l'ex-RN 7 qui permettent le contournement du sud et de l'est de l'agglomération montargoise.
- La rocade de Pithiviers est une route départementale (RD 928) qui contourne le nord, l'ouest et le sud de Pithiviers. Récemment construite, elle doit permettre de fluidifier le trafic dans le centre-ville et de relier les zones commerciales périphériques.

### Transport collectif de voyageurs
Le Loiret est desservi par le réseau régional de transport routier Rémi (pour RÉseau de Mobilité Interurbaine), qui exploite une trentaine de lignes dans le département. La gare routière d'Orléans est le principal nœud de correspondance du réseau dans le Loiret.
Avant la reprise de la compétence par le conseil régional en 2017, le département du Loiret organisait le réseau Ulys, complété par les Rapides du Val de Loire et Transbeauce (vers l'Eure-et-Loir).

## Transport ferroviaire

### Historique

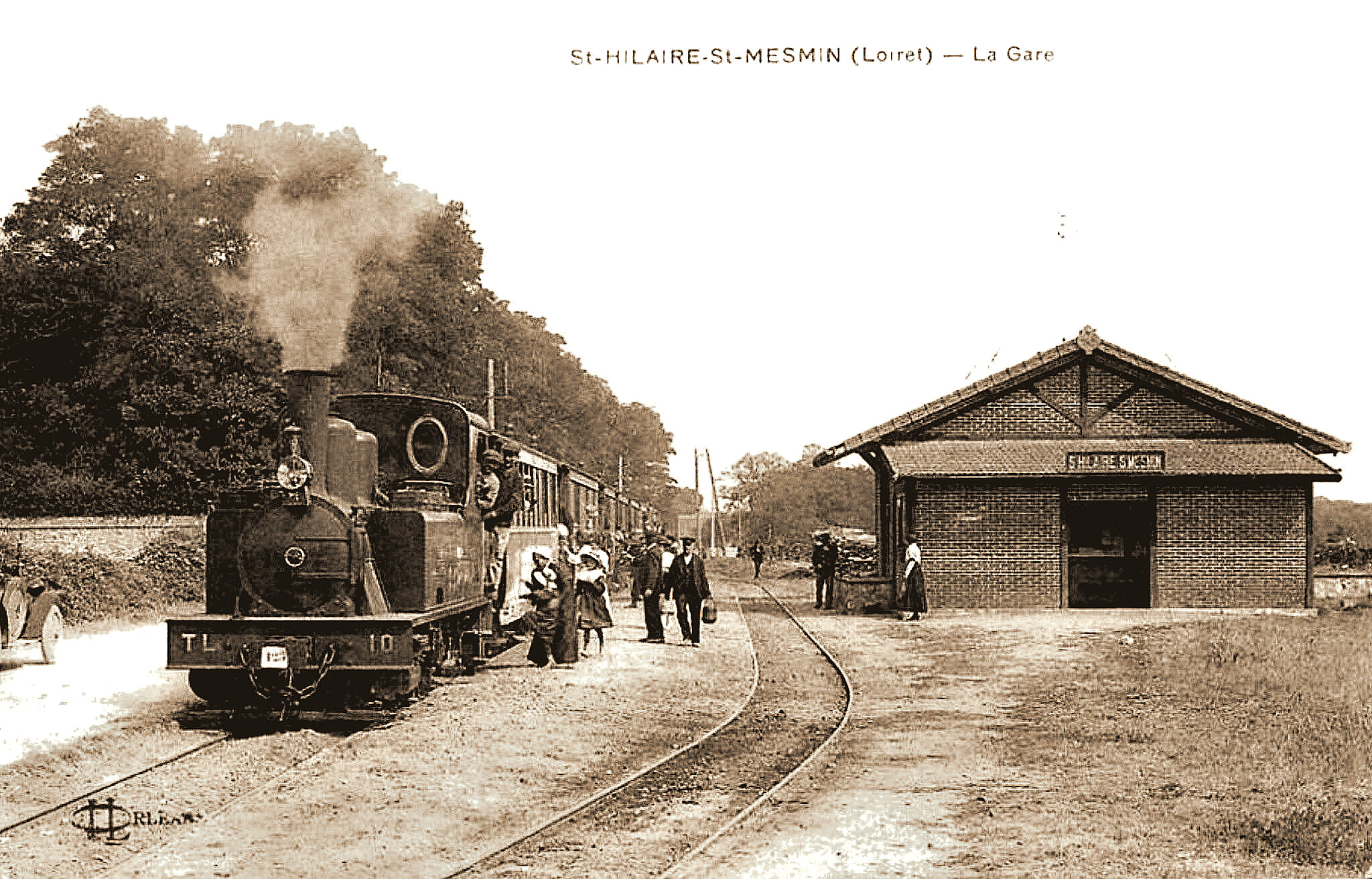
La gare de Saint-Hilaire-Saint-Mesmin des Tramways du Loiret, vers 1910.

La ligne de Paris à Orléans est l'une des plus anciennes lignes ferroviaires de France, ouverte en 1843. Lorsque la ligne est prolongée jusqu'à Tours en 1846 puis Bordeaux en 1853, la configuration de la gare d'Orléans oblige les trains à y effectuer un rebroussement : cette situation, commune à de nombreuses agglomérations au milieu du XIXe siècle mais corrigée depuis dans la plupart des cas, a été conservée jusqu'à nos jours à Orléans, qui dispose d'une gare « bis » de passage aux Aubrais.
Le réseau d’intérêt général a principalement été développé par la Compagnie du chemin de fer de Paris à Orléans (PO) dans l'ouest du département et la Compagnie des chemins de fer de Paris à Lyon et à la Méditerranée (PLM) dans l'est. À la fin du XIXe siècle, le chemin de fer d’intérêt général atteignait la plupart des villes et bourgs du département, dont Beaugency, Beaune-la-Rolande, Bellegarde, Briare, Château-Renard, Châteauneuf-sur-Loire, Chevilly, Courtenay, Dordives, Fay-aux-Loges, La Ferté-Saint-Aubin, Gien, Lorris, Malesherbes, Meung-sur-Loire, Montargis, Neuville-aux-Bois, Nogent-sur-Vernisson, Orléans, Ouzouer-sur-Loire, Patay, Pithiviers, Puiseaux et Sully-sur-Loire.
Le Loiret a également été desservi de 1905 à 1934 par le petit réseau de chemin de fer d’intérêt local des Tramways du Loiret, qui reliait notamment au réseau d'intérêt général les localités de Châtillon-Coligny, Cléry-Saint-André, Isdes et Jargeau. Le petit tramway de Pithiviers à Toury reliait par ailleurs les deux villes à écartement étroit, et les réseaux voisins des Tramways de Loir-et-Cher et des Tramways électriques de Loir-et-Cher pénétraient dans le sud-ouest du département.

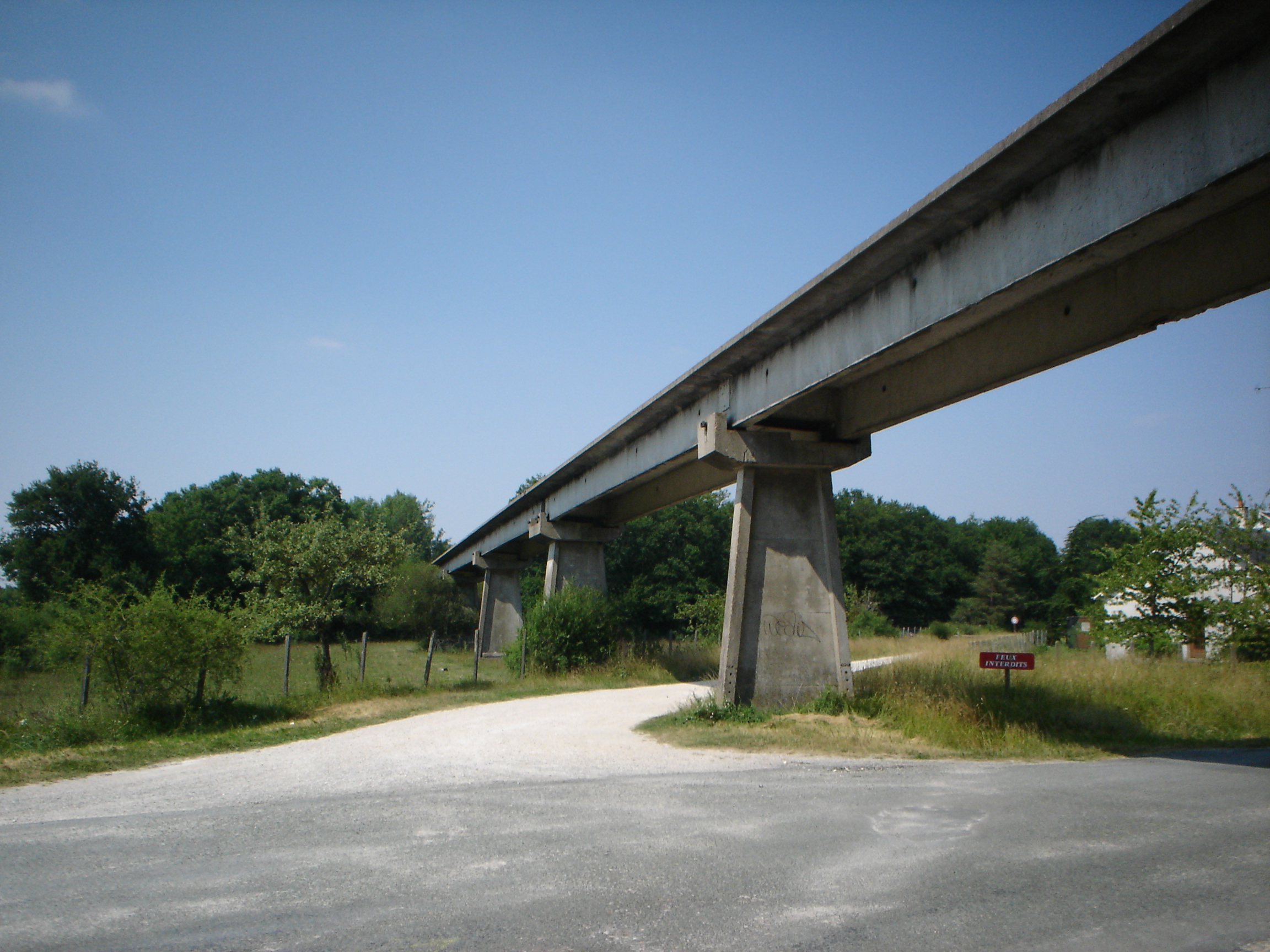
L'ancienne voie d'essai de l'aérotrain d'Orléans à Saran en 2006.

Les sections de ligne de Paris à Orléans, d'Orléans à Vierzon et d'Orléans à Tours sont parmi les premières électrifiées en France, entre 1924 et 1933.
Pendant la Seconde Guerre mondiale, de nombreux convois de déportés juifs quittent les gares de Beaune-la-Rolande (près du camp d'internement du même nom) et de Pithiviers — cette dernière a été convertie en lieu de mémoire de la Shoah en 2022.
À la fin des années 1960, on projette de relier Paris à Orléans par un nouveau de mode de transport guidé sur coussin d'air, l'Aérotrain. Une voie d'essai est construite en 1968 sur 18 km au nord d'Orléans. Le projet est abandonné en 1977 mais une partie de la voie d'essai est restée en place jusqu'à nos jours.
Les lignes de Paris à Bordeaux et de Paris à Toulouse, qui se séparent aux Aubrais, sont dans les années 1950 à 1970 parmi les plus importantes et les plus performantes de France, et voient passer les trains les plus prestigieux : L'Étendard et L'Aquitaine sur la première, Le Capitole  (premier train français à circuler à 200 km/h) sur la seconde. Mais en 1990, l'ouverture de la LGV Atlantique accélère les relations entre Paris et le sud-ouest de la France en évitant Orléans : le département perd alors la plupart de ses trains de Grandes Lignes, remplacés par des services TER rapides (Aqualys, Interloire).
|                                             |
| Le réseau ferroviaire à son apogée en 1930. |

|                                     |
| Le réseau ferroviaire de nos jours. |

|                                                    |
| Carte animée de l’évolution du réseau ferroviaire. |

### Situation actuelle

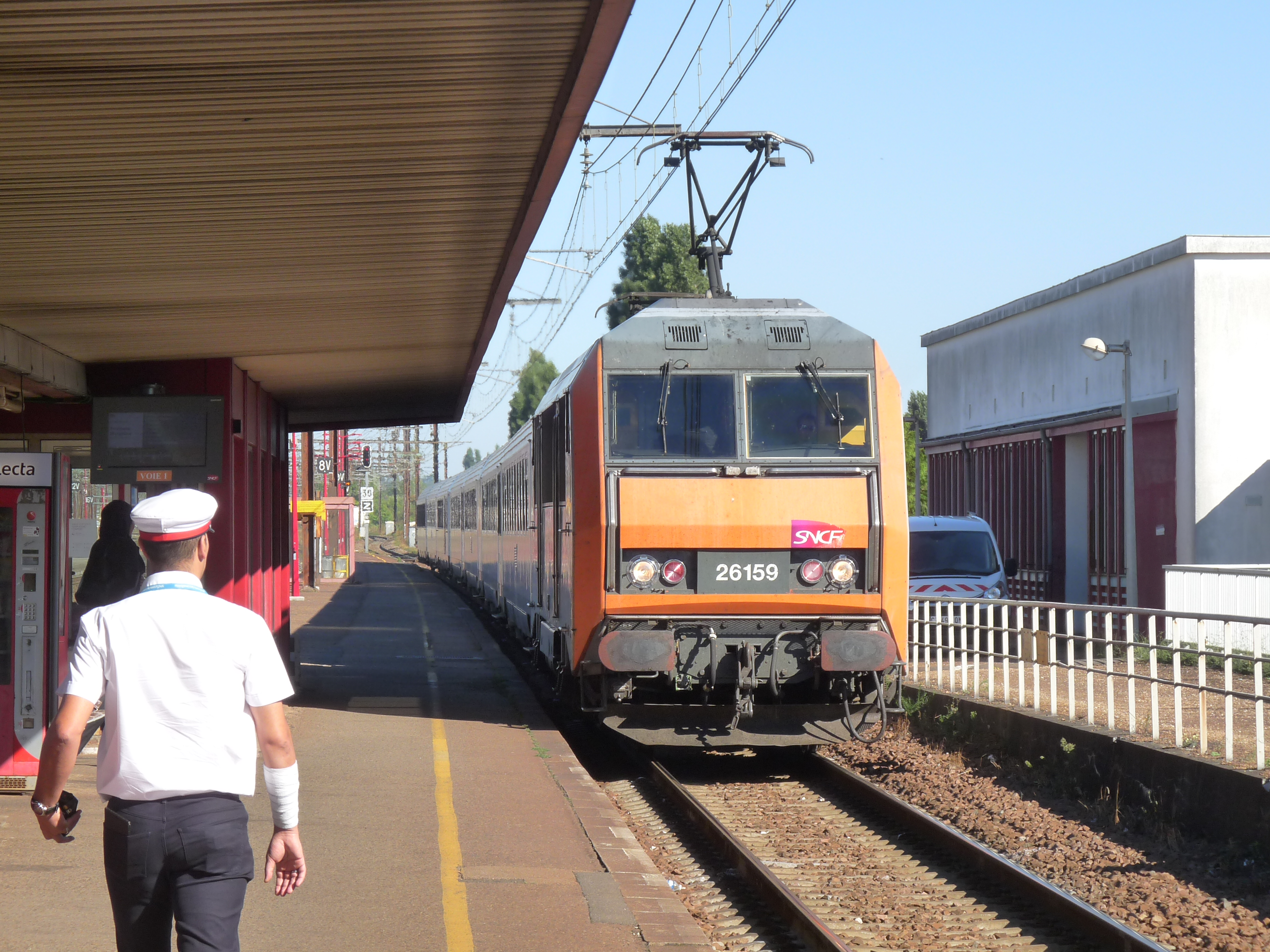
Un train Intercités tracté par une BB 26000 en 2016 en gare des Aubrais.

Les deux gares de l'agglomération d'Orléans, Orléans (centrale mais en cul-de-sac) et Les Aubrais (de passage mais excentrée), sont, avec Montargis, les trois principales gares de voyageurs du département, avec une fréquentation annuelle entre 1,5 et 3,5 millions de voyageurs en 2019.
Le département est traversé par trois axes ferroviaires principaux, électrifiés et à double voie (ou plus), dont deux passent par l'agglomération d'Orléans :
- Paris - Orléans - Tours (ligne de Paris-Austerlitz à Bordeaux-Saint-Jean),
- Orléans - Vierzon - Limoges - Toulouse (ligne des Aubrais - Orléans à Montauban-Ville-Bourbon),
- Paris - Montargis - Gien - Nevers - Clermont-Ferrand (ligne de Moret - Veneux-les-Sablons à Lyon-Perrache).

La gare de Malesherbes est située à l'extrémité sud d'un quatrième axe parcouru par la ligne D du RER d'Île-de-France. Plusieurs lignes à voie unique et non-électrifiées sont en outre exploitées pour du trafic de fret, notamment céréalier.
Ces lignes sont principalement desservies par les trains TER Centre-Val de Loire (Rémi Train), et le réseau Transilien : seuls quelques rares trains Intercités et Ouigo Train Classique desservent la gare des Aubrais.
La construction d'une LGV Paris Orléans Clermont-Ferrand Lyon (POCL) a été étudiée, mais ce projet est aujourd'hui abandonné. La réouverture au trafic voyageurs des lignes de Chartres à Orléans et d'Orléans à Châteauneuf-sur-Loire est envisagée, mais les travaux nécessaires ne sont à ce jour ni financés ni planifiés.

## Transport fluvial
Les seules voies d'eau considérées comme navigables dans le Loiret sont le canal du Loing, le canal de Briare et le canal latéral à la Loire, qui forment ensemble une liaison entre la Seine au nord et le Nivernais au sud, via Montargis et Nevers. Au gabarit Freycinet (classe I), ces canaux sont aujourd'hui principalement destinés à la navigation de plaisance. Le port de Briare en est le principal port de plaisance.
Le canal d'Orléans et la Loire, malgré une riche histoire de navigation fluviale, ne sont aujourd'hui plus considérés comme navigables, bien que certaines petites embarcations puissent les emprunter sur de courtes sections. La ville d'Orléans tente de mettre en valeur son passé portuaire, notamment par l'organisation du festival de Loire.

## Transport aérien
Le Loiret, en raison de sa proximité avec les aéroports franciliens, n'est pas desservi par des lignes aériennes régulières. L'aéroport Orléans Loire-Valley, situé à Saint-Denis-de-l'Hôtel, est principalement destiné à l’aviation d'affaires et au fret.
Il est également utilisé par l'aviation légère de loisirs et de tourisme, de même que les aérodromes de Briare - Châtillon (à Briare), Montargis - Vimory (à Vimory) et Pithiviers (à Pithiviers-le-Vieil).

## Transports en commun urbains et périurbains

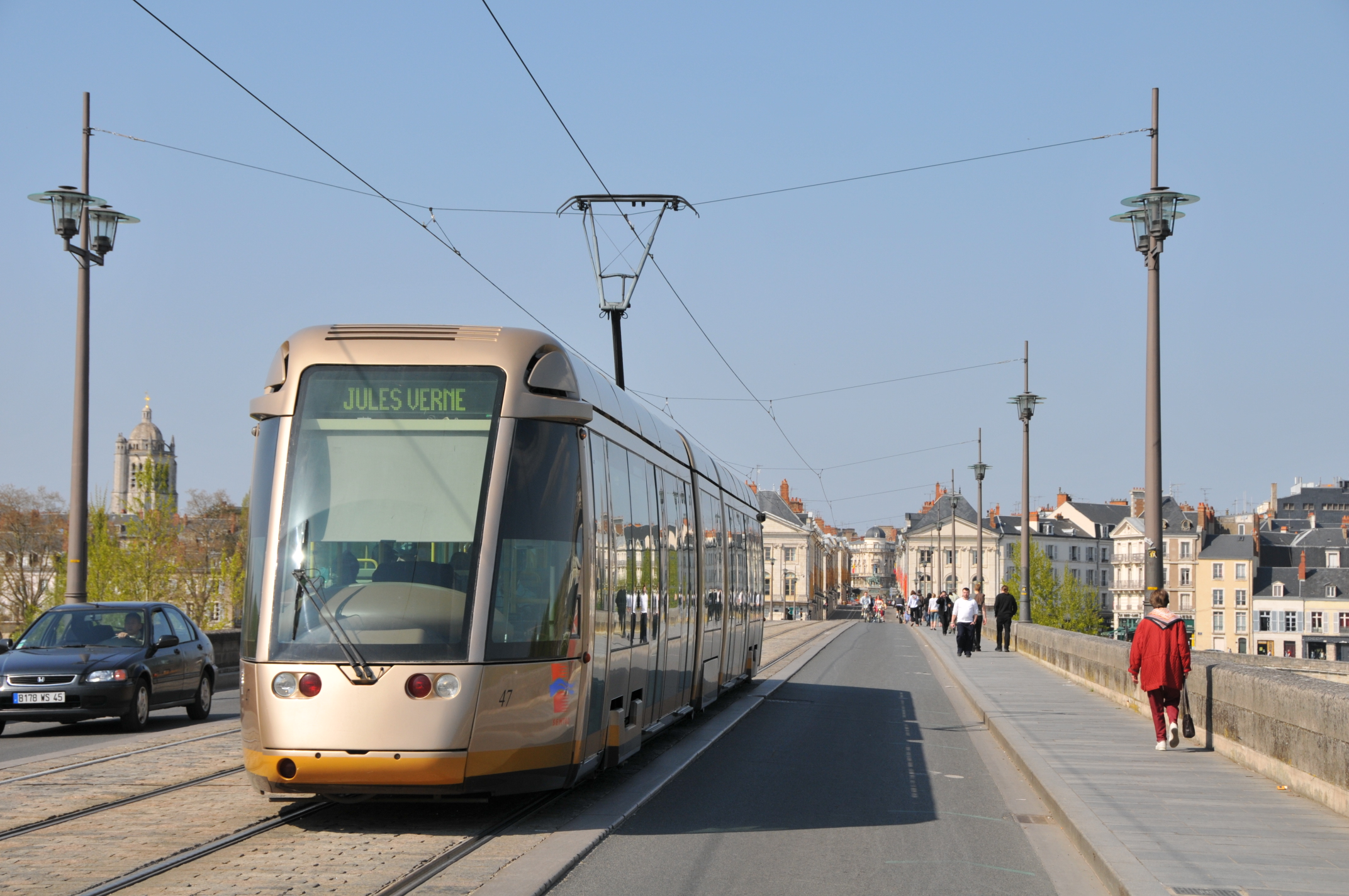
Un tramway de la ligne A du tramway d'Orléans sur le pont Georges V à Orléans.

Orléans Métropole et l'Agglomération montargoise et rives du Loing sont autorités organisatrices de la mobilité sur leur territoire et organisent des services de transport dans leur ressort territorial.
Le réseau TAO dessert l'agglomération d'Orléans par deux lignes de tramway, une quarantaine de lignes d'autobus et un service de transport à la demande exploités par Keolis Métropole Orléans.
Le réseau Amelys de Montargis est beaucoup plus restreint, avec cinq lignes régulières d'autobus.
Orléans avait été desservie par un premier réseau de tramway de 1877 à 1938.

## Modes actifs
Le département est traversé par plusieurs voies vertes, véloroutes et sentiers de grande randonnée. La Loire à vélo, itinéraire cyclable longeant le fleuve, est particulièrement fréquentée.
Vélo'+ est un service de location de vélos en libre-service desservant la métropole orléanaise.

## Musées
- Auto Sport Museum à Châtillon-Coligny
- Musée des transports à Pithiviers